# 통합 정의

IDEF 메소드: 시스템 공학자의 툴박스의 일부

통합 정의(영어: Intergrated Definition, IDEF)는 어떤 작업의 절차를 기술하는 모델링 기법이다. 흔히 영어 명칭인 Intergrated Definition을 줄여서 IDEF라고 부른다. 미국 공군에서 제조업에 활용할 목적으로 개발하였으나, 점차 제조 환경을 포함한 소프트웨어 공학, 시스템 공학 등 다양한 분야에서 사용하게 되었다. 통합 정의를 이용하여 데이터 모델링, 지식 획득, 객체 지향 분석 등의 업무를 수행할 수 있다.
표현 기법에 따라 IDEF0, IDEF1, IDEF2, IDEF3, IDEF4, IDEF5, IDEF6, IDEF7, IDEF8, IDEF9, IDEF10, IDEF11, IDEF12, IDEF13, IDEF14, IDEF1X의 16가지로 구분된다. 이 중에서 가장 빈번히 사용되는 것은 IDEF0이다. IDEF0는 업무의 수행에 따른 결과물을 간결하고 효과적으로 표현한다.

## 개요
IDEF는 원래 ICAM Definition의 약자였으며, 1999년에 Integration Definition으로 이름이 변경되었다. 시스템 및 소프트웨어 공학 분야의 모델링 언어군이다. 기능 모델링부터 데이터, 시뮬레이션, 객체 지향 분석 설계, 지식 습득에 이르기까지 광범위한 용도로 사용된다. 이러한 정의 언어는 미 공군의 자금 지원을 받아 개발되었으며, 여전히 공군을 비롯한 여러 군 및 미국 국방부(DoD) 기관에서 가장 널리 사용되고 있지만, 현재는 퍼블릭 도메인이다.
IDEF군에서 가장 널리 알려지고 사용되는 구성 요소는 SADT를 기반으로 하는 기능 모델링 언어인 IDEF0과 정보 모델 및 데이터베이스 설계 문제를 해결하는 IDEF1X이다.

## 역사
통합 정의는 컴퓨터를 기반으로 하는 제조 시스템을 분석하고 설계할 목적으로 개발되었다. 1970년대 미국 공군에서 처음 개발되기 시작하여 1981년에 완성되었고 같은 해, 전기 전자 기술자 협회에서 그 명칭을 통합 정의라고 명명했다.

## IDEF 모델
- IDEF0
- IDEF1
- IDEF1X
- IDEF2
- IDEF3
- IDEF4
- IDEF5
- IDEF6
- IDEF7
- IDEF8
- IDEF9
- IDEF10
- IDEF11
- IDEF12
- IDEF13